# Plaisance (Gers)
Plaisance település Franciaországban, Gers megyében. Lakosainak száma 1426 fő (2022. január 1.). Plaisance Beaumarchés, Galiax, Jû-Belloc, Lasserade, Saint-Aunix-Lengros és Tasque községekkel határos.

## Népesség
A település népességének változása:
| Lakosok száma | 1535 | 1575 | 1657 | 1468 | 1499 | 1487 | 1461 | 1429 | 1416 | 1426 |
|               | 1968 | 1982 | 1990 | 2006 | 2013 | 2015 | 2017 | 2019 | 2020 | 2022 |